# Серж Бланко
Серж Бланко (фр. Serge Blanco, 31 серпня 1958) — колишній французький регбіст, відомий як «Пеле регбі», після завершення кар'єри гравця - бізнесмен і спортивний функціонер. Серж Бланко вважається одним з найкращих гравців збірної Франції усіх часів. Він зіграв 93 матчі за збірну Франції з регбі. За цим показником він шостий у Франції. 12 разів він виходив на позиції крайного, і 81 раз на позиції захисника, це показник найвищий у світі. 17 разів він виходив на поле з пов'язкою капітана. Бланко здійснив 38 спроб у матчах національної збірної, що є шостим результатом у світі й першим у Франції.
Сьогодні Серж Бланко президент клубу Біарріц олімпік Країна Басків, раніше він був президентом Національної ліги регбі. 